# Amiral-Ronarc’h-Klasse
Die Amiral-Ronarc’h-Klasse, auch als Frégate de Défense et d’Intervention (FDI) bezeichnet, ist eine Klasse von mittelgroßen Fregatten (Frégate de taille intermédiaire), die für die Französische Marine entwickelt wurde. Diese bestellte zunächst fünf Exemplare. Die Exportversion wird als Belharra-Klasse bezeichnet, erster Exportkunde für drei Schiffe ist die Griechische Marine.

## Allgemeines
Die Schiffe der Amiral-Ronarc’h-Klasse sollen in Frankreich die Fregatten der La-Fayette-Klasse ab 2025 schrittweise ersetzen.
Der feierliche erste Stahlschnitt für die erste Einheit fand am 24. Oktober 2019 in der Bauwerft in Lorient, welche zur Naval Group gehört, statt.

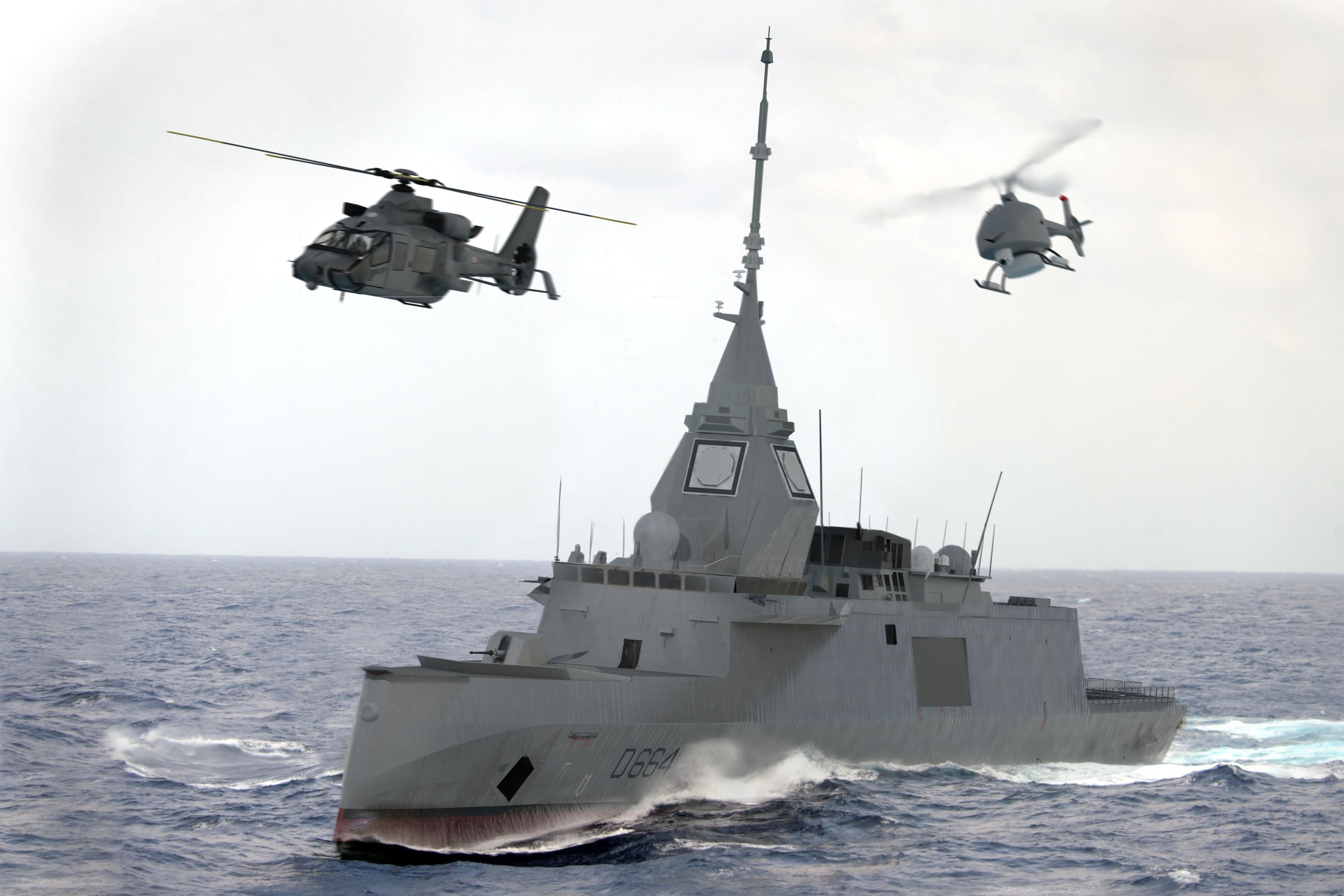

## Export
Am 10. Oktober 2019 gab die französische Verteidigungsministerin Florence Parly per Twitter bekannt, dass Griechenland eine Absichtserklärung zum Erwerb von zwei Fregatten unterzeichnet habe, wobei die Auslieferung ab 2023 geplant sei. Durch fortwährende türkische Kriegsdrohungen gegenüber Griechenland und Frankreich in Bezug auf territoriale Streitigkeiten und illegales Eindringen in griechische und zypriotische (europäische) Hoheitsgewässer (Juli/August/September 2020) durch türkische Bohrforschungsschiffe (in Begleitung von türkischen Kriegsschiffen) im östlichen Mittelmeer wurde bei einem Treffen der MED7-Gruppe (EU-Südstaaten: Zypern, Frankreich, Griechenland, Italien, Malta, Portugal sowie Spanien) auf Korsika am 10. September 2020 die Beschaffung der beiden Fregatten bestätigt.
Am 28. September 2021 gaben die Staatschefs Frankreichs und Griechenlands, Macron und Mitsotakis, bei einer gemeinsamen Pressekonferenz bekannt, dass Griechenland drei Fregatten der Belharra-Klasse erhalten wird.

## Einheiten
Frankreich
| Kennung | Name            | Bauwerft             | Kiellegung        | Stapellauf       | Indienststellung | Status       |
| ------- | --------------- | -------------------- | ----------------- | ---------------- | ---------------- | ------------ |
| D660    | Amiral Ronarc’h | Naval Group, Lorient | 16. Dezember 2021 | 7. November 2022 |                  | in Erprobung |
| D661    | Amiral Louzeau  | Naval Group, Lorient |                   |                  |                  | im Bau       |
| D662    | Amiral Castex   | Naval Group, Lorient |                   |                  |                  | im Bau       |
| D663    | Amiral Nomy     | Naval Group, Lorient |                   |                  |                  | bestellt     |
| D664    | Amiral Cabanier | Naval Group, Lorient |                   |                  |                  | bestellt     |
| D665    |                 | Naval Group, Lorient |                   |                  |                  | geplant      |

 Griechenland
| Kennung | Name                       | Bauwerft             | Kiellegung       | Stapellauf         | Indienststellung | Status        |
| ------- | -------------------------- | -------------------- | ---------------- | ------------------ | ---------------- | ------------- |
| F601    | Kimon (Κίμων)              | Naval Group, Lorient | 21. Oktober 2022 | 28. September 2023 |                  | in Ausrüstung |
| F602    | Nearchos (Νέαρχος)         | Naval Group, Lorient | 2023             | 19. September 2024 |                  | in Ausrüstung |
| F603    | Formion (Φορμίων)          | Naval Group, Lorient | 15. April 2024   | 28. Mai 2025       |                  | in Ausrüstung |
| F600    | Themistoklis (Θεμιστοκλής) | Option               | Option           | Option             | Option           | Option        |

## Technik
Eine Fregatte der Amiral-Ronarc’h-Klasse soll einen Rumpf von 122 Meter Länge und 18 Meter Breite, eine Verdrängung von 4.500 Tonnen und eine Höchstgeschwindigkeit von 27 Knoten (50 km/h) aufweisen.
Die Bewaffnung soll aus 16 Zellen (32 für die Version für Griechenland) für Flugabwehrraketen Aster für die Luftabwehr, 1 RAM-Block 2B-Werfer zur Nahbereichsverteidigung (nur die Version für Griechenland), 2 Vierfachstartern für Seezielflugkörper Exocet für den Angriff auf Schiffe, 4 Torpedorohren für MU90-Torpedo zur U-Jagd sowie einem Mehrzweckgeschütz vom Typ 76 mm Super Rapid bestehen.